# Flucht (Bauwesen)
Flucht bezeichnet im Bauwesen
1. die Fluchtlinie. Diese gibt vor, auf welcher Linie die Außenwand eines Gebäudes steht oder zu stehen hat. Die Flucht legt diese Linie z. B. für Häuser entlang einer Straßenseite fest. Weitere Bezeichnungen für die diese Art der Flucht sind Baulinie, Bauflucht und Baukante.
2. eine lineare Folge von mehreren Zimmern (Zimmerflucht); → Hauptartikel: Enfilade.